# Chrome OS
Chrome OS – system operacyjny stworzony i rozwijany przez firmę Google oparty na Gentoo, dystrybucji Linuksa. Domyślnie umożliwia uruchamianie aplikacji internetowych (np. Progressive Web Apps) oraz większości aplikacji natywnych w formacie APK dla systemu operacyjnego Android (integracja ze sklepem Google Play), a także opcjonalnie aplikacji natywnych dla dystrybucji systemu operacyjnego Linux (wirtualizowany obraz Debiana z wykorzystaniem technologii Crostini).
Kod źródłowy systemu jest otwarty. Pierwsze informacje o pracach pojawiły się 7 czerwca 2009 roku, zaś oficjalna premiera systemu została zapowiedziana na druga połowę 2010 roku. Chrome OS bazuje na jądrze Linux, fabrycznie instalowany najczęściej na sprzętach typu Netbook i MiniPC tzw. Barebone, chociaż zdarzają się wyjątki, sprzęty te posiadają własne nazwy Chromebook, oraz Chromebox i są stosunkowo o wiele tańsze od komputerów z Systemem Windows.

## Historia
Programiści Google rozpoczęli prace nad systemem w 2009 roku, zainspirowani falą popularności urządzeń typu netbook. Postanowiono dostarczyć użytkownikom prosty system, który będzie odpowiednim rozwiązaniem dla komputerów wykorzystywanych jedynie do pracy z internetem. W dniu 19 listopada 2009 roku Google wydało kod źródłowy systemu, wykorzystując licencję BSD, w ramach projektu Chromium OS. W odróżnieniu od podobnych projektów, gdzie programista, modyfikując kod źródłowy systemu, może go wydać jako własny system operacyjny, Google postanowiło ograniczyć pracę nad kodem i systemem do własnych programistów oraz partnerów biznesowych; również urządzenia, na których będzie działać Chrome OS, będą wybrane przez Google. W przeciwieństwie do projektu Chromium OS, Chrome OS będzie automatycznie aktualizowany do najnowszej wersji.

## Pierwsza prezentacja
Na konferencji prasowej 19 listopada 2009 roku wiceprezes Google Sundar Pichai zaprezentował wczesną wersję systemu, która zawierała przeglądarkę Chrome w miejscu standardowego pulpitu, karty aplikacji obok standardowych kart przeznaczonych dla stron, które można „przypinać” w celu zabezpieczenia przed przypadkowym zamknięciem i łatwym dostępem. Zaprezentowano także menu aplikacji, w którym umieszczono linki pod postacią ikon do aplikacji Google (Gmail, Aplikacje biurowe, YouTube), innych serwisów, jak np.: Yahoo! Mail, Pandora, Hulu, Facebook czy Twitter, oraz aplikacji typowych dla systemu operacyjnego: kalkulator, zegar, wskaźnik poziomu energii baterii, stan połączenia internetowego. Na prezentacji przedstawiono również funkcję widoku wielu okien wraz z animacjami, uruchamianą klawiszem F12 oraz funkcję podglądu skrótów klawiaturowych przywoływaną klawiszem F8.
W dniu 25 stycznia 2010 roku firma Google opublikowała notatki, obrazy oraz wideo koncepcyjnej makiety interfejsu Google Chrome OS dla tabletów z około 10-calowym ekranem. Wygląd systemu nie różniłby się znacznie od tego przeznaczonego dla komputerów netbook poza dodatkowymi elementami typowymi dla urządzeń dotykowych: wirtualna klawiatura qwerty z różnymi układami, duże kwadratowe ikony umieszczone powyżej kart oraz panel u dołu ekranu, który byłby otwierany pionowym przeciągnięciem palców. Informacje te zostały umieszczone na dwa dni przed premierą tabletu firmy Apple, iPad.

## Wygląd oraz cele

### Interfejs
Programiści pracujący nad projektem systemu postanowili stworzyć system jak najprościej wyglądający, zajmujący jak najmniej miejsca na ekranie, nie oddzielając przy tym aplikacji internetowych od stron – przełącznikiem aplikacji oraz stron jest pasek kart. System uruchamia się w trybie pełnoekranowym (użytkownik nie może zmienić rozmiaru okna głównego) i posiada bardzo ograniczone zarządzanie oknami. Dodatkowymi oknami obsługującymi pomniejsze funkcje aplikacji są „panele”: pływające okna, którymi użytkownik może swobodnie poruszać po ekranie urządzenia. Rozważane jest wprowadzenie możliwości umieszczenia dwóch okien obok siebie i niezależne przeglądanie treści. Chrome OS, tak jak przeglądarka Chrome, będzie wspierał tryby offline, HTML5, przetwarzanie w tle oraz podobne powiadomienia. Podobnie jak w innych systemach operacyjnych, obecne będzie menu wyboru aplikacji, obszar powiadamiania dostarczający informacje o aktualnej dacie, godzinie i stanie sieci.

### Architektura
Google opisuje Chrome OS w swojej dokumentacji jako system składający się z trzech warstw:
- Warstwa firmware odpowiedzialna za szybkie uruchamianie systemu, pomijająca sprawdzanie obecności niektórych rodzajów sprzętu. Firmware w celach bezpieczeństwa weryfikuje również stan urządzeń podczas poszczególnych etapów uruchamiania.
- Warstwa oprogramowania systemowego zawierająca zmodyfikowane jądro Linux, w celu szybkiego uruchamiania Chrome OS. Oprogramowanie użytkownika zostało zmniejszone do minimum; wykorzystany został m.in. demon Upstart, który jest odpowiedzialny za równoległe uruchamianie usług, zarządzanie zadaniami.
- Warstwa menedżera okien, zarządzająca typowymi dla siebie zadaniami systemu X window.

### Zintegrowany odtwarzacz multimedialny
Google zapowiedziało, że zarówno system, jak i przeglądarka będą posiadać wbudowany odtwarzacz, którego zadaniem będzie obsługa plików MP3 czy JPEG i innych, gdy system nie będzie posiadać połączenia z internetem.

## Wsparcie sprzętu
Google Chrome OS w zapowiedziach firmy przeznaczony został dla urządzeń mobilnych takich jak netbooki – nie została stworzona oficjalna wersja dla komputerów klasy PC. Platforma działa na procesorach rodziny x86 i ARM. System będzie posiadał obsługę dysków twardych, jednakże Google żąda od swoich partnerów zainteresowanych wsparciem, aby wykorzystali dyski typu solid state drive ze względu na ich wysoką wydajność i niezawodność. Wybór ten podyktowany został założeniami systemu – Chrome OS działać będzie głównie w oparciu o usługi i aplikacje internetowe i priorytetem nie jest potrzeba pracy z dyskami twardymi, lecz danymi znajdującymi się na serwerach zdalnych.
Współpracę sprzętową z firmą Google ogłosiły: Acer, Adobe, ASUS, Freescale, Hewlett-Packard, Lenovo, Qualcomm, Texas Instruments, Toshiba, Intel oraz Samsung.
W grudniu 2009 roku, Michael Arrington z serwisu TechCrunch doniósł, iż Google planuje wydać urządzenie sygnowane własną marką zawierające Chrome OS z przynajmniej jednym partnerem.